# Памятник Вахтангу Горгасали
Памятник Вахтангу Горгасали (груз. ვახტანგ გორგასლის ძეგლი) — монумент в Тбилиси. Воздвигнут в честь царя Иберии Вахтанга I Горгасали (ок. 440—502), считающегося основателем Тбилиси.

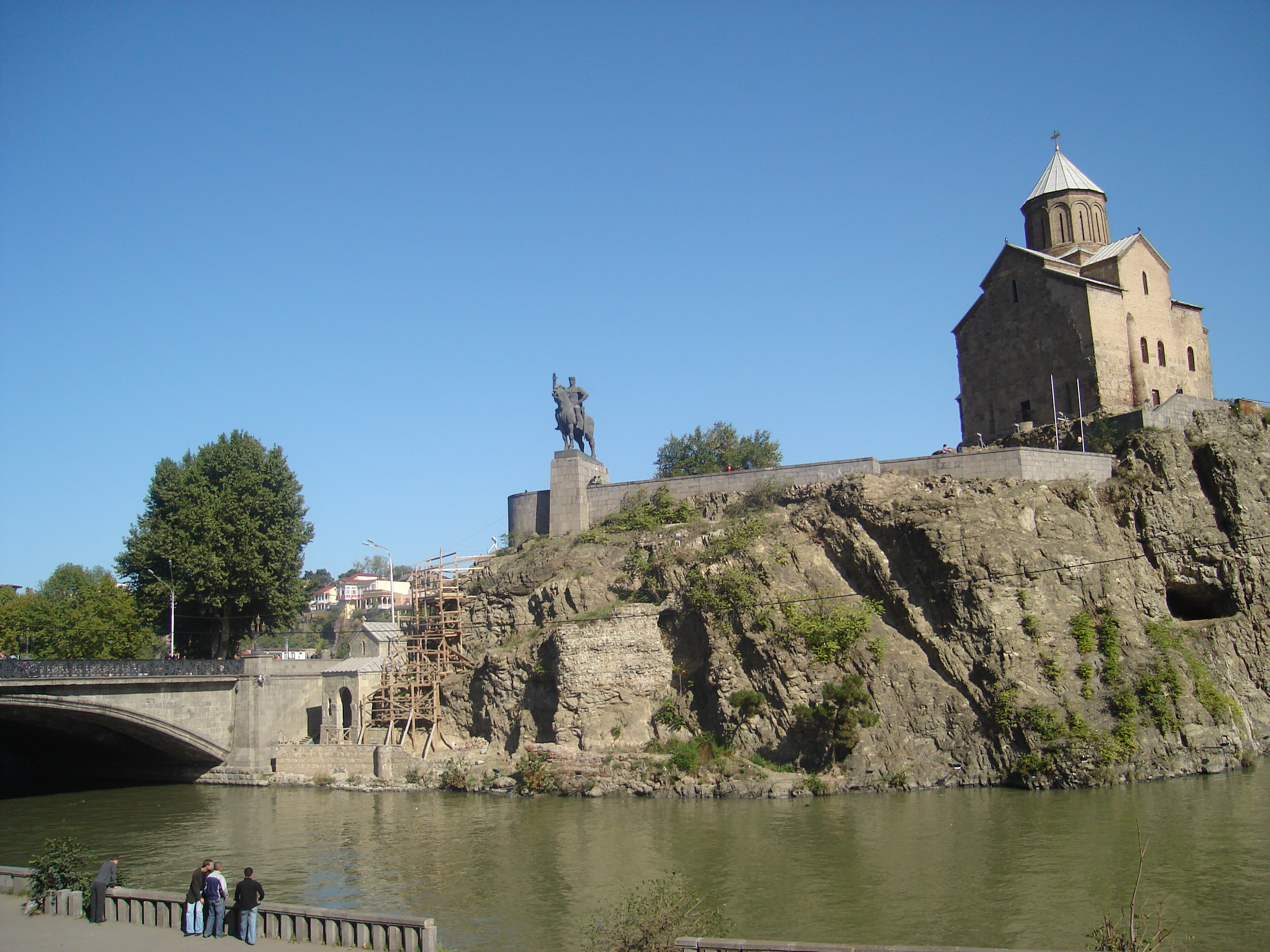
Вид на памятник, храм и мост Метехи

Установлен на скале над рекой Кура рядом с храмом Метехи.
Одна из главных достопримечательностей города.
Памятник царю Вахтангу на фоне панорамы Тбилиси изображён на оборотной стороне банкноты в 20 лари.

## История
Открыт 25 апреля 1967 года. Автором памятника выступил грузинский советский скульптор Элгужда Амашукели, архитектурный проект выполнен Т. Канделаки и Д. Мордебадзе.